# Marek Pozzi
Marek Tadeusz Pozzi (ur. 20 maja 1952 w Chrzanowie, zm. 19 października 2020) – polski specjalista w zakresie geologii kopalnianej i środowiska, dr hab.

## Życiorys
Studiował na Wydziale Geologicznym i Poszukiwawczym Akademii Górniczej i Hutniczej w Krakowie, 1983 obronił pracę doktorską, 26 maja 1997 habilitował się na podstawie pracy zatytułowanej Anizotropia optyczna węgla w pokładach obszaru Jastrzębia jako przejaw naprężeń tektonicznych. Został zatrudniony na stanowisku profesora nadzwyczajnego w Katedrze Geologii Stosowanej na Wydziale Górnictwa i Geologii Politechniki Śląskiej.
Był kierownikiem w Katedrze Geologii Stosowanej na Wydziale Górnictwa, Inżynierii Bezpieczeństwa i Automatyki Przemysłowej Politechniki Śląskiej, oraz dyrektorem (p.o.) w Instytucie Geologii Stosowanej na Wydziale Górnictwa i Geologii Politechniki Śląskiej.
Zmarł 19 października 2020.

## Odznaczenia i wyróżnienia
- Medal Komisji Edukacji Narodowej[1]
- Złoty Krzyż Zasługi (2002)[3]
- Brązowy Krzyż Zasługi (1997)[4]
- Odznaka Zasłużony dla Polskiej Geologii[1]
- Odznaka Zasłużony dla Górnictwa RP[1]
- Odznaka Zasłużony dla Ochrony Środowiska i Gospodarki Wodnej[1]